# St. Martin (Arnschwang)

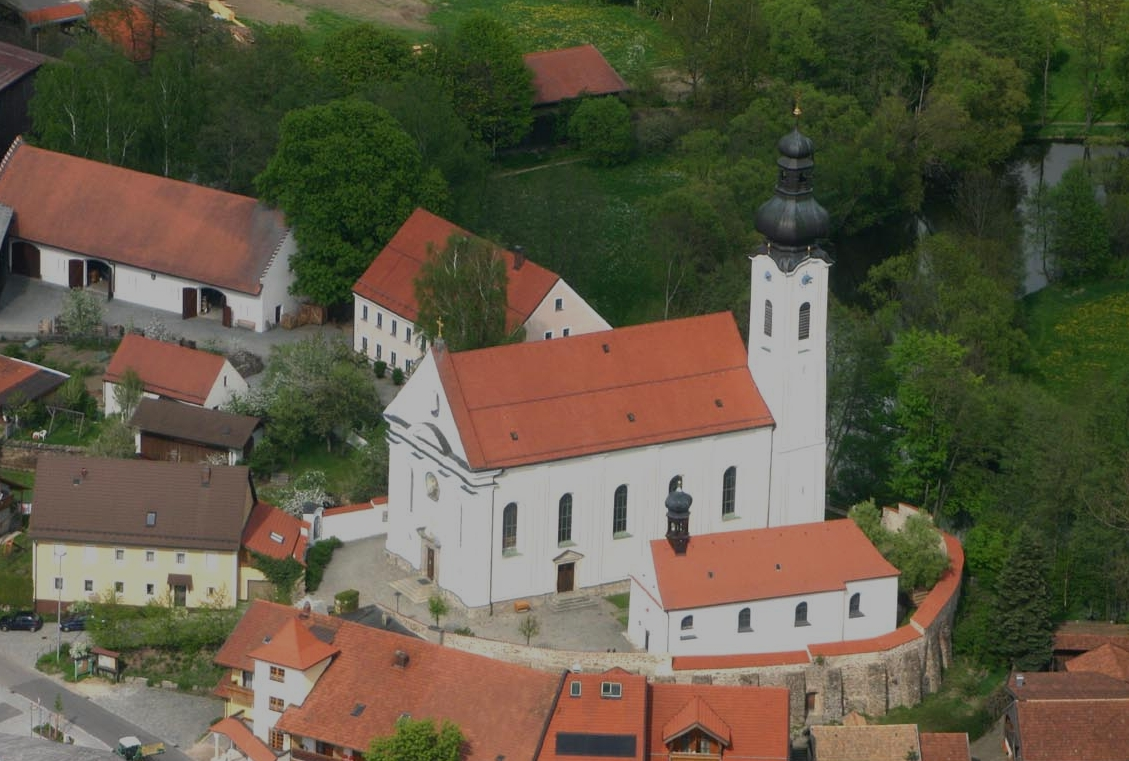
St. Martin (Arnschwang)

Die römisch-katholische, denkmalgeschützte Pfarrkirche St. Martin steht in Arnschwang, einer Gemeinde im Landkreis Cham in der Oberpfalz. Die Kirche ist dem Bistum Regensburg zugeordnet. Das Bauwerk ist unter der Denkmalnummer D-3-72-112-6 als Baudenkmal in die Bayerische Denkmalliste eingetragen.

## Beschreibung
Die Saalkirche wurde 1723 neu errichtet. Sie besteht aus einem Langhaus, das 1899 um zwei Joche nach Westen verlängert und dessen Wände erhöht wurden, einem eingezogenen, dreiseitig geschlossenen Chor im Osten und einem Chorflankenturm an dessen Südwand, dessen unteres Geschoss ebenso wie der Chor vom gotischen Vorgängerbau stammen. Der Chorflankenturm ist mit einer Zwiebelhaube bedeckt, die von einer Laterne gekrönt wird. Die Fassade im Westen des Langhauses, in der sich ein Portal befindet, ist mit Pilastern an den Ecken verziert. Der Innenraum ist mit einem Stichkappengewölbe überspannt. Die Kanzel wurde aus Roding erworben. 
Die Orgel auf der Empore im Westen wurde 1902 von G. F. Steinmeyer & Co. unter Verwendung von Teilen der 1755 von Andreas Weiß für die Kirche in Roding gebauten Orgel errichtet.